# Omakaitse
Omakaitse (Samoobrona) – estońska ochotnicza formacja zbrojna obrony terytorialnej podczas II wojny światowej.

## Historia

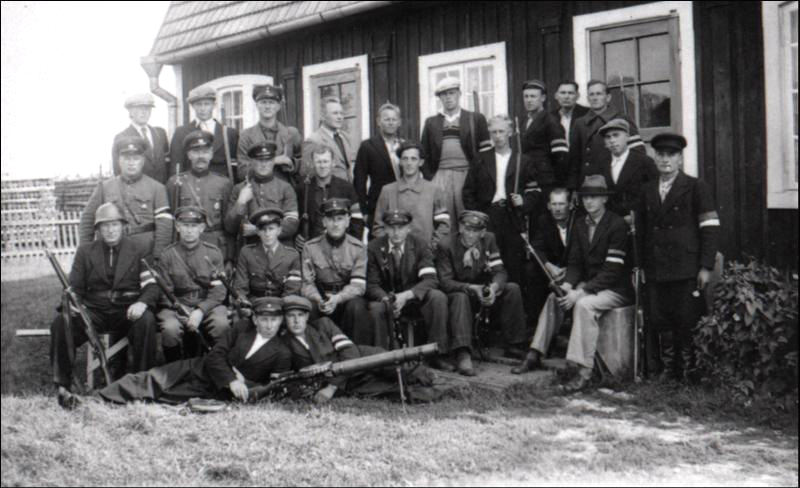
Członkowie Omakaitse, 1941

Oddziały Omakaitse zaczęły powstawać spontanicznie po ataku Niemiec na ZSRR 22 czerwca 1941 r. Tworzyli je od lipca partyzanci występujący przeciw Armii Czerwonej, stacjonującej na terytorium Estonii. Bazowali oni na strukturach przedwojennej organizacji terytorialnej Kaitseliit, rozwiązanej przez Sowietów. Oddziały te osiągnęły liczebność ok. 25 tys. ludzi. Początkowo Omakaitse była planowana jako tymczasowa formacja, ale – po zajęciu kraju przez wojska niemieckie i rozpoczęciu nowej okupacji – została ona utrzymana.
Jej podległość była podwójna. Z jednej strony zwierzchnictwo nad nią sprawowały niemieckie władze okupacyjne; był to początkowo komendant policji porządkowej (Ordnungspolizei) płk Wilhelm von Thaden, przydzielony do sztabu wyższego dowódcy SS i policji w Estonii, a od 1 października 1942 r. – wojskowy komendant obszarów tyłowych Grupy Armii "Północ", gen. Franz von Roques. Oddziały Omakaitse podlegały także estońskiemu kolaboracyjnemu samorządowi (Omavalitsus) kierowanemu przez Hjalmara Mäe. W jego składzie działał Departament policji i administracji Omakaitse, na którego czele stał płk Jaan Maide, a od 1943 r. – Główna administracja Omakaitse pod kierownictwem płk. Arnolda Sinki. W 1944 r. administracyjne zwierzchnictwo nad Omakaitse objął jako Inspektor gen. Johannes Soodla. W terenie lokalne oddziały Omakaitse (zwane malev) podlegały władzy niemieckich prefektów policji. Na obszarze okupowanej Estonii istniało 12 terytorialnych dowództw Omakaitse. Były to:
- Tallinn – płk Johan Paul,
- Harju – kpt. Evald Saidra,
- Lääne – mjr August Kõrgma,
- Sarema – kpt. Peeter Kangro,
- Pärnu – mjr Paul Lilleleht,
- Viljandi – mjr Anton Pori,
- Valga – mjr August Sander,
- Võru – kpt. August Tiivel,
- Petseri – płk Hugo Jaanson,
- Järva – mjr Johannes Jaagund
- Viru – kpt. Jakob Vaska.

Członkowie Omakaitse mieszkali w domach, gdzie trzymali też broń. Od czasu do czasu odbywali przeszkolenie wojskowe. Lokalne oddziały Omakaitse odpowiadały za utrzymanie wewnętrznego bezpieczeństwa w poszczególnych okręgach kraju. Były używane do ochrony różnych instalacji i obiektów wojskowych, szlaków komunikacyjnych, zwalczania agentów sowieckich zrzucanych na spadochronach, wyłapywania w początkowym okresie okupacji sowieckich żołnierzy ukrywających się w lasach. W poł. 1942 r. ich ogólna liczebność wynosiła ok. 43 tys. ludzi, w tym ponad 38 tys. w oddziałach terytorialnych i ok. 4,5 tys. stacjonujących w garnizonach. Ich członkowie byli umundurowani w mundury armii estońskiej lub organizacji Kaitseliit, często z opaską na rękawie "Im Dienst der Deutschen Wehrmacht" ("W Służbie Niemieckiego Wehrmachtu").
W celu zwiększenia militarnych możliwości do Omakaitse została włączona organizacja Teekaitse, która ochraniała zakłady przemysłowe oraz pełniła służbę porządkową w obozach jenieckich. Omakaitse miało sekcję kobiecą pod nazwą Naiskodukaitse. Jej zadaniem było pełnienie zadań zaopatrzeniowych, pomocniczych, sanitarnych, udzielanie pomocy rannym żołnierzom niemieckim itp.
Wobec zbliżania się Armii Czerwonej do granic Estonii w lutym 1944 r. została ogłoszona powszechna mobilizacja. Z części zmobilizowanych mężczyzn sformowano Bojowy Pułk Omakaitse (Omakaitse lahingurügement) w składzie czterech batalionów, każdy liczący ok. 500 ludzi. Wkrótce przemianowano go na Pułk "Tallinn" (Rügement "Tallinn") pod dowództwem mjr. Rubacha, a dotychczasową liczbę batalionów zmniejszono do trzech. Został on następnie wysłany na front w rejon Narwy, gdzie każdy batalion walczył oddzielnie, przydzielony do różnych niemieckich dywizji piechoty. Pułk ostatecznie rozwiązano w kwietniu 1944 r., a większość żołnierzy przeniesiono do estońskich jednostek Waffen-SS. Na jesieni tego roku, kiedy Sowieci weszli na terytorium Estonii, sformowano 4 kolejne pułki Omakaitse:
- Bojowy Pułk Omakaitse Okręgu Tartu (Tartumaa Omakaitse lahingurügement) pod dowództwem płk. Kivi w składzie dwóch batalionów. Skierowano go do obrony wybrzeża jeziora Pejpus.
- Bojowy Pułk Omakaitse Okręgu Sakalamaa (Sakalamaa Omakaitse lahingurügement) pod dowództwem kpt. A. Tiivela w składzie trzech batalionów. Działał w rejonie jeziora Võrts.
- Bojowy Pułk Omakaitse Okręgu Lääne-Harju (Lääne-Harju lahingurügement) pod dowództwem kpt. E. Saidry w składzie dwóch batalionów. Przeniesiono go do obrony rejonu jeziora Võrts. Batalion Läänemaa zajmował pozycje na zachód od Tartu, broniąc mostu o strategicznym znaczeniu na rzece Emajõgi.
- Bojowy Pułk Omakaitse Okręgu Parnawa (Pärnumaa Omakaitse lahingrügement) pod dowództwem płk. Saala w składzie dwóch batalionów. Bronił wybrzeża jeziora Võrtsjärv.

Oprócz nich występował jeszcze V batalion Omakaitse Okręgu Tartumaa (Tartumaa Omakaitse V lahingpataljon) pod dowództwem mjr. Kitsapea, który działał w rejonie Tartu.
Jednostki Omakaitse nie były typowymi oddziałami wojskowymi. Były słabo wyszkolone, uzbrojone (jedynie karabiny i broń maszynowa) oraz wyposażone. Nie miały typowych dla regularnego wojska pododdziałów wsparcia, jak artyleria, czy saperzy.
We wrześniu 1944 r., kiedy Niemcy wycofywali się z Tallinna, a Sowieci nie zajęli jeszcze miasta, estoński rząd utworzył oddziały Omakaitse do obrony stolicy i głównych dróg prowadzących do niej. Część oddziałów Omakaitse zaatakowała uciekające niemieckie jednostki wojskowe.